# Полякова, Олимпиада Георгиевна
Олимпиа́да Гео́ргиевна Поляко́ва (псевдоним — Лидия Осипова; 1902, Новочеркасск — 1958, Обераммергау, ФРГ) — русская журналистка, коллаборант, писательница, литературовед и общественный деятель «второй волны» русской эмиграции.

## Биография
Родилась в 1902 году в Новочеркасске. В 1919 году вышла замуж за Николая Николаевича Полякова. Супруги постоянно «кочевали» по СССР, стараясь нигде надолго не задерживаться и таким образом избежали ареста: как было написано в некрологе Николая Полякова, «его безудержный полемический талант выдавал его с головой».
В 1941 году Поляковы проживали в Пушкине. С начала оккупации города немецкими войсками супруги занялись активной коллаборантской деятельностью, считая германский фашизм злом преходящим, а большевизм — злом «своим» и потому более опасным.
В 1943 году Поляковы переехали в Ригу. Там они работали в газете «За родину»; по некоторым данным, Олимпиада Георгиевна занимала должность редактора газеты.
В 1944 году супруги были эвакуированы в Германию, где сблизились с Народно-трудовым союзом. Стремясь избежать выдачи в СССР после войны, они сменили имена. Воспоминания «Дневник коллаборантки» в большей степени является мемуарами, чем дневником: несмотря на то, что многие события подтверждаются по другим источникам, прослеживаются ошибки в датах. Так что если дневник и существовал, то он претерпел коренную литературную переработку после войны. «Дневник коллаборантки» был опубликован под псевдонимом Лидия Осипова и был призван оправдать сотрудничество с оккупантами борьбой с большевизмом.
Олимпиада Георгиевна была активисткой НТС, сотрудничала в антисоветских изданиях. После её смерти был издан сборник её статей «Явное рабство и тайная свобода: заметки о советской литературе».